# Madavan-e 'Olya
Mādavān-e ‘Olyā o Mādavān-e Bālā (farsi مادوان عليا) è una città dello shahrestān di Boyer Ahmad, circoscrizione di Centrale, nella provincia di Kohgiluyeh e Buyer Ahmad. Aveva, nel 2006, 7.109 abitanti.